# Taken 2
Taken 2 (bra: Busca Implacável 2; prt: Taken - A Vingança) é um filme francês de 2012, dos gêneros ação, policial, drama e suspense, dirigido por Olivier Megaton e estrelado por Liam Neeson e Maggie Grace.
Esta sequência de Busca Implacável (2008) foi lançada nos Estados Unidos em 3 de outubro de 2012, e no Brasil em 5 de outubro de 2012; em Portugal estreou em 4 de outubro de 2012.

## Sinopse
Um agente da CIA aposentado volta à ativa durante viagem à Istambul depois que sua família é ameaçada.

## Elenco principal
- Liam Neeson como Bryan Mills, um agente de inteligência aposentado
- Maggie Grace como Kim Mills, filha de Bryan
- Famke Janssen como Lenore, Ex-mulher de Bryan
- Rade Šerbedžija como Hoxha Murad, chefe da máfia albanesa e chefe dos sequestradores
- Leland Orser, Jon Gries e D.B. Sweeney como Sam, Casey e Bernie, os ex-parceiros de Bryan na CIA
- Luke Grimes como Jamie, o namorado de Kim
- Kevork Malikyan como Inspetor Durmaz.